# Rudolf Hanke
Rudolf „Rudi“ Hanke (* 28. Januar 1903 in Elbleiten; † August 1975 in Labská Stráň) war ein tschechisch-deutscher Kletterer und Bergsteiger, der für zahlreiche Erstbesteigungen in der Böhmischen und Sächsischen Schweiz und als Gegner des Nationalsozialismus bekannt wurde. 

## Leben
Bereits frühzeitig interessierte sich Rudolf Hanke für Natur und Bergsteigen. Mit dem Klettern im vor seiner Haustüre gelegenen Elbsandsteingebirge begann er bereits als Jugendlicher. In den Jahren 1922 bis 1934 bewältigte er mehrere Erstbesteigungen in der Böhmischen und Sächsischen Schweiz. Dazu zählen u. a. der SW-Weg am Glatten Turm, der Talweg am Mönch und der Alte Weg an der Kapellnadel.
Rudolf Hanke trat 1922 dem KJVD und später der KPČ bei. Nach der Machtergreifung der Nationalsozialisten 1933 unterstützte er als tschechoslowakischer Staatsbürger die sächsischen Bergfreunde der Vereinigten Kletterabteilung bei der Einschleusung von illegalen Propagandaschriften nach Deutschland und beim Grenzübertritt von Gegnern des Nationalsozialismus.
Nach 1945 musste er als Deutscher die wiedergegründete Tschechoslowakei verlassen und lebte fortan in Tambach-Dietharz in Thüringen. Nachdem Ende der 1960er Jahre der visa-freie Besuch der ČSSR wieder möglich war, reiste er häufig in seine alte Heimat ins Elbsandsteingebirge zum Klettern, so auch im August 1975 im Alter von 73 Jahren. Er kehrte nicht nach Tambach-Dietharz zurück und galt als vermisst, bis am 14. März 1976 seine Leiche unter Schnee am Fuß des Belvederes bei Labská Stráň von einem tschechischen Bergsteiger entdeckt wurde.
Im Jahr 1960 erschien Rudolf Hankes Erlebnis- und Erinnerungsbuch Steile Pfade.
Seine Beisetzung fand am 1. April 1976 in Děčín-Folknáře (Falkendorf) statt.